# Конкубінат в ісламі
Конкубінат в ісламі (араб. سُرِّيَّة‎) — сексуальні стосунки чоловіків-мусульманин і жінок-рабинь, які перебувають у їх власності. Ці стосунки не є повноцінним шлюбом, але мають певні юридичні та релігійні наслідки. У класичному ісламському праві наложницею була неодружена рабиня, з якою її власник вступав у сексуальні стосунки. Конкубінат широко визнавався мусульманськими вченими аж до скасування рабства в ХХ столітті. Більшість сучасних мусульман — як вчених, так і мирян, вважають, що іслам більше не дозволяє конкубінат і що секс релігійно допустимий лише в шлюбі.
Конкубінат був звичаєм як у доісламській Аравії, так і на Близькому Сході та в Середземномор'ї. Коран допускав цей звичай, приписуючи чоловікові мати секс лише з дружиною або наложницею. У Магомета була наложниця Марія аль-Кібтія, яку подарував йому аль-Мукавкіс, від якої він мав сина. Деякі джерела кажуть, що він пізніше звільнив і одружився з нею, тоді як інші заперечують це. Класичні ісламські юристи не обмежували кількість наложниць у чоловіка. Заборонялася проституція наложниць. Наложниця, яка народила дитину, яку визнав батько, отримала особливий статус умм аль-Валад; її не можна було продати, і вона автоматично ставала вільною після смерті господаря. Визнані діти наложниці вважалися вільними, законними і рівними за статусом дітям від дружини чоловіка.
Після скасування рабства в мусульманському світі практика конкубінату припинилася. Багато сучасних мусульман вважають рабство таким, що суперечить ісламським принципам справедливості та рівності.

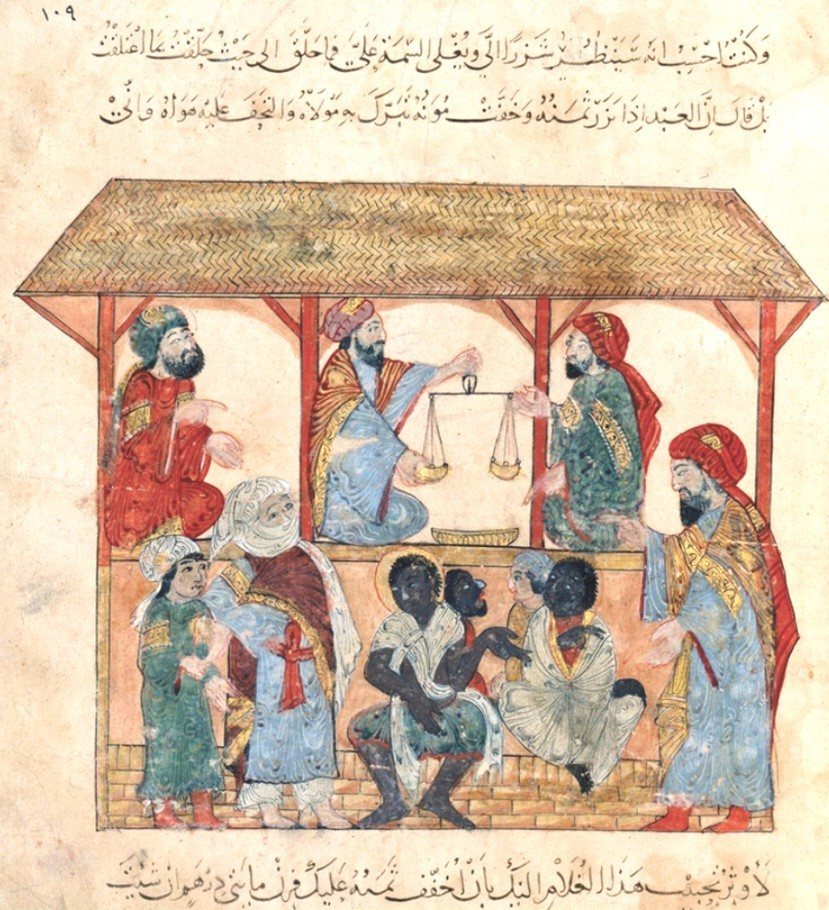
Невільничий ринок ХІІІ століття, Ємен.

## Етимологія
У контексті ісламського права наложниця — це рабиня чоловіка, з якою він має сексуальні стосунки. Класичним арабським терміном для цього є суррія, хоча можуть стосуватися наложниці також терміни джарія, ама, мамлука. Різні етимології терміну пропонуються для суррійя, кожна з яких стосується аспекту конкубінату:
- від сарат, що означає високе становище, оскільки наложниця мала вищий статус, ніж інші рабині,
- від сурур, що означає насолоду, оскільки наложниця була придбана для задоволення (на відміну від праці),
- від сірр, що означає таємність, оскільки наложниця була усамітнена в приватних приміщеннях (наприклад, гарем)

Більшість західних науковців перекладає суррійя як «наложниця», хоча деякі використовують термін «рабиня-наложниця». Ані слово суррійя, ані будь-який спеціальний термін для наложниці чи рабині не зустрічається в Корані, де вживається лише фраза ма малакат айманукум у широкому ставленні до рабів загалом. Слово ама зустрічається в Корані 2:221.

## Доісламська практика
Конкубінат рабинь був прийнятою практикою в стародавньому Середземномор'ї та на Близькому Сході. Рабський конкубінат практикувався у Візантійській імперії. Однак ця практика була заборонена християнським духовенством. Наложниці в єврейських громадах відомі як пілегеш; рабський конкубінат згадується в біблійних текстах. Конкубінат також практикувався заможними чоловіками в доісламському буддизмі та індуїзмі.
Існують подібності та відмінності в конкубінаті в ісламі та інших спільнотах. Тоді як в ісламі діти наложниць (якщо їх визнавав батько) автоматично були законними, це не обов'язково було в Сасанідській Персії чи серед маздеїв. Натомість сасанідський шах обирав головну дружину, і тільки її діти були законними. Подібним чином християни, які жили в Персії, не вважали дітей рабині-наложниці законними. Конкубінат, який практикували римляни, був, як правило, моногамним, тоді як іслам не встановлював обмежень на кількість наложниць. З іншого боку, ісламська практика звільнення наложниці, яка народила дитину після смерті господаря, також була поширена серед перських християн.
У доісламській Аравії практикувався конкубінат. Дитина наложниці залишалася рабом, якщо її не звільнив батько. Дитина також не буде вважатися членом племені, якщо її не звільнить батько; доісламські арабські батьки неохоче визнавали своїх дітей від темношкірих наложниць. Навпаки, в ісламі визнання дітей наложниць членами племені стало обов'язковим. Бернард Льюїс стверджує, що багато доісламських арабів народилися від наложниць. Навпаки, Маджід Робінсон стверджує, що конкубінат не був широко практикований у доісламській Аравії. Він стверджує, що великомасштабний конкубінат у ранній період Омейядів не мав коріння ні в доісламських традиціях Курайшу, ні в Корані, ні в практиці Магомета — досить масштабний конкубінат був викликаний бажанням Омейядів мати більше синів.

## Ісламські джерела

### Коран
Коран вважається найвищим авторитетом ісламу, а його вірші вважаються керівництвом мусульман. Фраза, яка найчастіше використовується для наложниць у Корані, — це ма малакат айманукум, яка зустрічається в Корані 15 разів. Фраза означає «ті, ким володіють ваші правиці». У кількох випадках цей термін використовується в контексті шлюбу, а не конкубінату.  Деякі вчені вважають, що цей термін стосується як рабів, так і рабів, а не лише наложниць. Бернард Фрімон стверджує, що цей термін не має доісламського походження і, здається, є нововведенням Корану. Далі він стверджує, що в арабській та ісламській культурі бути триманим «правими руками» означає бути шанованим. Це також можна побачити в віршах Корану, які називають тих, хто увійде в рай, «сподвижниками правої руки».
Коран пропагує утримання і шлюб як кращий вибір. Коран вважає таких рабів частиною сім'ї, хоча вони мають нижчий соціальний статус, ніж вільні члени сім'ї. Вірш 4:3 став основою для пізнішого правила, за яким наложниці повинні бути звільнені, перш ніж їхній господар зможе з ними одружитися. Вірш 24:33 наказує рабам дозволяти одружуватися. Вірш 4:24 означав, що господар міг вступати в сексуальні стосунки з наложницями, навіть якщо вони одружені. У вірші 33:50, адресованому Магомету, жінки, «опановані правицею», називаються «воєнною здобиччю». Цей вірш став основою дозволу полоненим жінкам бути наложницями. У Корані нічого не згадується про масштабне співжиття, яке деякі мусульмани практикували в історії.
Вірші Корану, які стосуються співжиття, є мекканськими і обмежують секс дружинам (23:5-6, 70:29-30). Мединські вірші натомість пропагують шлюб із вільними жінками (4:25), шлюб із рабинями (24:32, 2:221) і рекомендують утримання (4:25, 24:30). Джонатан Броккоп розглядає це як хронологічну прогресію, де пізніша етика, здається, обмежує сексуальні стосунки лише шлюбом. Мухаммед Асад вважає, що Коран не визнає конкубінат, натомість обмежує секс лише шлюбом. Він тлумачить вираз Корану «ті, ким володіють ваші правиці» як стосування чоловіка та дружини, які «по праву володіють» одне одним на підставі шлюбу.

### Хадис
Протягом більшої частини свого життя Магомет не мав наложниць і перебував у моногамному шлюбі з Хадіджею. Візантійський правитель Александрії надіслав Магомету двох жінок у подарунок, і одну з них, Марію, він узяв у наложниці. За деякими джерелами, він пізніше звільнив її після того, як вони народили дитину, і одружився з нею. Але це заперечується іншими джерелами. Що стосується Райхани, деякі джерела вказують, що вона була його наложницею, а інші джерела кажуть, що Магомет звільнив її та одружився з нею. Абу Убейда сказав про Магомета: «У нього було чотири [наложниці]: Марія, яка була матір'ю його сина Ібрахіма; Райхана; ще одна красива рабиня, яку він придбав, серед військовополонених; і рабиня, яку йому подарувала Зайнаб бінт Джахш».
В одному хадисі Бог обіцяє подвоїти винагороду чоловікові, який виховає наложницю, звільнить її, а потім одружиться на ній як своїй дружині. В іншому хадисі, який, як вважається, також стосується матерів-рабинь, Магомет каже: «Хто розлучить матір і її дитину, Бог відлучіть його від його близьких у День воскресіння».
Одним із джерел високої поваги до наложниць було твердження, що плем'я Магомета походить від наложниці Агар, тоді як євреї походять від дружини Сарри. В одному спірному хадісі Магомет проголошує, що син наложниці міг би бути пророком, якби син не помер у дитинстві. Однак цей хадис заперечується сунітами, які вірять, що після Магомета не може бути пророків. Проте, це вказує на високу повагу до дітей наложниць. Ісламська традиція вшановує наложниць як Авраама, так і Магомета як «матерів віри».
Відомо, що після боїв сахаби вступали в сексуальні стосунки з жінками-рабинями. Після битви проти Бану Мусталік хадис повідомляє, що сахаби взяли полонених жінок як наложниць і запитали Магомета, чи дозволено практикувати з ними перерваний статевий акт. Вважається, що Магомет відповів ствердно. Потім Магомет звільнив і одружився з однією з полонених, Джувейрією бінт аль-Харіс, таким чином зробивши всіх інших полонених пов'язаними з Магометом шлюбом. В результаті сахаби звільнили і своїх полонянок. Відомо також, що сахаби мали сексуальні стосунки з жінками племені Хавазін, захопленими в битві при Хунайні. За словами Ахмада ібн Ханбала, ці жінки прийняли іслам.

## Класична ісламська юриспруденція
Класичне ісламське право намагалося вирішити питання наложницького шлюбу та рабства. Його основними джерелами були Коран, сунна Магомета та іджма (консенсус). На класичних юристів також вплинула практика візантійців і сасанідів, яких нещодавно підкорили мусульмани.
Чоловік міг отримати стільки наложниць, скільки дозволяли його можливості, і припинити стосунки за бажанням. На наложницю покладалися основні обов'язки, і з нею слід було поводитися гуманно. Якщо у наложниці були діти, визнані батьком, вона ставала умм аль-Валад, і будь-які діти від наложниць вважалися рівними з дітьми від шлюбу.
Сучасні ісламські вчені вважають конкубінат неприпустимим, що обговорюється в наступному розділі.

### Допустимість і кількість наложниць
Мусульманські вчені сперечалися, чи дозволено мати наложниць, і якщо так, то скільки. Більшість досучасних ісламських вчених визнавали інститут конкубінату. Однак деякі вчені не погоджувалися. Фахр ад-Дін аль-Разі, вчений-шафіїт XII століття, вважав, що Коран дозволяє секс лише з дружиною. Секта карматів відкидала конкубінат як такий, що суперечить ісламу. Зейдити вважали конкубінат неприємним, але не відкидали його. Деякі вчені стверджують, що хариджити відкидали конкубінат, але це твердження заперечується. Багато хто з мутазилітів вважали наложницький зв'язок харамом.
Більшість вчених не встановлювали жодних обмежень щодо кількості наложниць, які міг мати чоловік. Однак, за словами Сміта, вони також не заохочували цю практику. Деякі пізніші ісламські вчені, особливо за часів Османської імперії, не схвалювали «надмірно» великий гарем, вважаючи це таким, що суперечить людській гідності та порушує аят 7:29 Корану. У той час як Магомет і багато сахабів мали одну або дві наложниці, широкомасштабне наложництво не практикувалося до мусульманських завоювань.
Ставши халіфом, Умар II зрозумів, що більше не матиме часу проводити зі своїми наложницями, тому він звільнив деяких із своїх наложниць і відправив їх назад до їхньої родини. З іншого боку, кажуть, що Хасан ібн Алі мав триста наложниць.
На думку деяких вчених, не тільки вільні люди, але навіть раби могли мати наложниць. Жінкам заборонялося брати наложниць чоловічої статі.

### Хто міг бути наложницею?
За ісламським правом наложниці були рабинями, оскільки наложниця була єдиною жінкою, з якою чоловік міг займатися сексом поза шлюбом, не розглядаючись як зіна. Єдиним законним способом придбання рабів була покупка, захоплення на війні, отримання в подарунок або народження в рабстві. З них найпоширенішим джерелом була покупка, хоча в ранньому ісламі ще одним важливим джерелом було отримання рабів як частину данини.
Не всі рабині могли стати наложницями. Існувала низка категорій рабинь, з якими сексуальні стосунки були заборонені:
- Якщо статус рабині був невизначеним, деякі вчені забороняли секс із нею.[60] Це стало ще більшим занепокоєнням з 1000 р. н. е., оскільки багатьох жінок зробили рабами за сумнівних обставин.[61]
- Якби рабиня почала купувати свою свободу в розстрочку (через мукатабу), господар не міг мати з нею сексуальні стосунки.[7][55]
- Господар міг мати сексуальні стосунки з рабинею, яка мала шлюб до придбання, тому що їхній шлюб анулюється в силу їх вступу в ісламські країни. Це дозволено Кораном 4:24.[24]
- Чоловік не міг мати одночасно двох сестер як дружин або наложниць. Таким чином, коли Магомет отримав у подарунок двох сестер, він узяв одну як наложницю, але не іншу.[62]
- Наложницями могли бути лише рабині, які були мусульманками, єврейками чи християнками; не допускався секс із рабинями-політеїстками або зороастрійками.[63] Багато вчених рекомендували навернути рабиню-політеїстку в іслам, при необхідності примусово, до того, як відбулися будь-які сексуальні стосунки.[42] Однак халіф Умар стверджував, що рабиня не може бути насильно навернена в іслам на основі вірша 2:256.[64] Вчені розійшлися в думках щодо того, що таке навернення. Виголошення шагади зазвичай було недостатньо, і жінка повинна була також зробити вуду і помолитися, щоб вважатися новонаверненою.[63] Ібн Кайїм стверджував, що звернення політеїстки в іслам не було необхідністю для сексуальних стосунків з нею.[42]
- Чоловік не міг взяти рабиню своєї дружини в наложниці.[65][66] Він також не міг взяти наложницю свого батька в свої наложниці.[65]

### Права
За ісламським правом наложниці мали обмежений набір прав. За словами Брауна, цей набір прав можна порівняти з правами дітей згідно з ісламським правом. На наложницю покладалися основні обов'язки, і з нею слід було поводитися гуманно. Вона мала право на базове утримання, включаючи їжу та притулок. Вона мала право на фізичну недоторканність і захист від того, що визначалося як фізичне насильство. Вона мала право на релігійні обряди. Вона мала обмежене право володіння майном.
Рабині мали право не розлучатися зі своїми дітьми. Це правило діяло, поки дитині не виповнилося 6 років. Ханбалійський мазгаб вважав, що розділення інших рівнів членів сім'ї (наприклад, дядьків і тіток) також заборонено, тоді як ханафіти вважали, що це категорично не рекомендується
Права наложниці, яка народила дитину, були значно вищими (див. розділ про умм аль-валад).

### Сексуальні стосунки
Однією з визначальних характеристик наложниці було право господаря вступати з нею в сексуальні стосунки. Чоловік не міг відразу мати секс із наложницею. Йому належало зачекати один менструальний цикл (відомий як istebra). Однією з причин було уникнення сумнівів щодо батьківства дитини, народженої наложницею. Якщо на момент придбання наложниця була вагітною, чоловік мав дочекатися пологів, перш ніж вступати в сексуальні стосунки.
Чоловікові дозволялося практикувати перерваний статевий акт зі своєю наложницею з метою контрацепції. У той час як чоловікові потрібно було отримати дозвіл дружини на ПСА з дружиною, для використання ПСА з наложницею дозвіл наложниці був не потрібен.
Заборонялася проституція наложниць. Проте фактична проституція шляхом купівлі та продажу наложниць не була заборонена. Якщо наложниця вчиняла перелюб, її покарання становило половину покарання вільної жінки.
Сучасні вчені сперечаються, чи важливою була згода наложниці в сексуальних стосунках. Хадис Магомета, градований Хасаном, говорить про згоду наложниці наступне.
Передає Салама ібн аль-Мухаббік: Один чоловік вступив у статевий зв'язок зі служницею своєї дружини, тож справу передали Пророку (мир йому і благословення). Пророк сказав: «Якщо вона зробила це добровільно, то вона належить йому, і він повинен заплатити таку ж ціну, як і за неї. Якщо ж він примусив її, то вона вільна, і він повинен заплатити за неї таку ж ціну, як і вона».
Оцінка: Хасан (справедлива)

- Musnad Ahmad 20060
Однак не підтверджено, чи це рішення стосується конкретно сексуальних стосунків із рабинями, якими ніхто не володіє, чи рабинь загалом. Тамара Сонн пише, що наложниць не можна було примушувати до сексу. Раб Інтісар також стверджує, що сексуальні стосунки з наложницею були предметом згоди обох сторін.
За словами Кечії Алі, уривки з Корану про рабство разюче відрізняються за своєю термінологією та основними акцентами від юридичних текстів, що текст Корану не дозволяє сексуальний доступ до жінки лише на підставі того, що вона є «молодицею» або наложницею, і що це може бути виправданим богословським твердженням. Проте Кечія Алі каже, що сумнівно, що юристи займають таку позицію, оскільки вона не може пригадати жодного випадку, коли б у текстах малікітів, ханафітів, шафіїтів чи ханбалітів VII—X століть хтось стверджував, що власник повинен отримати згоду своєї рабині перед тим, як займатися з нею сексом. Однак, згідно з ісламським правом і хадисами, перед одруженням потрібна згода обох сторін, незалежно від статусу жінки.
Інші вчені зазначили, що сучасна концепція сексуальної згоди виникла лише в 1970-х роках, і тому немає сенсу проектувати її назад на класичне ісламське право. Досучасні мусульманські юристи скоріше застосовували принцип заподіяння шкоди, щоб судити про сексуальні порушення, зокрема між господарем і наложницею. Наложниці могли скаржитися суддям, якщо вони зазнавали того, що було визначено як сексуальне насильство. За словами вченого XV століття аль-Бахуті, якщо під час сексу наложниця була поранена, її господар мав її відпустити.

### Умм аль-Валад
Умм валад (мати дитини) — титул жінки, яка народила визнану дитину свого господаря. У ранньому ісламі халіф Умар постановив кілька прав для наложниці, яка народила:
1. її не можна відлучити від дитини чи продати,
2. вона вільна жінка після смерті свого господаря,
3. дитина вільна і юридично рівна з дітьми від дружини пана.

Ці правила надавали рабам більше прав, ніж римські та грецькі закони, де дитина раба також вважалася рабом. На відміну від ісламського права, де якщо батько чи мати були вільні, дитина вважалася б вільною. Це було подібно до прав рабів у Сасанідському Ірані. У той час як кажуть, що Магомет мав дитину з Марією Копт (за деякими джерелами, його наложниця, інші джерела кажуть, що його дружина), правила умм аль-Валад були чітко викладені після його смерті. Діти, народжені від наложниці чоловіка, мали такий же статус, як і діти, народжені від дружини. Родовід визначав батько, а не мати.
Ці правила мали величезний вплив на природу рабства в мусульманському світі. Діти, народжені рабами, часто досягали керівних посад у родині та громаді. За однією оцінкою, 34 із 37 правителів Аббасидського халіфату були народжені рабинею. Багато відомих середньовічних мусульманських правителів, від Центральної Азії до Занзібару в Африці, були народжені рабинею.
Багато ісламських правознавців висловлювали думку, що наложниця отримує статус умм-валад, навіть якщо у неї стався викидень. Ісламські правознавці також стикалися з питанням остаточного визначення того, хто був батьком дитини наложниці. Перший варіант полягав у визнанні власником свого батьківства. Це був звичайний випадок, і це також робили багато аббасидських халіфів. Якщо власник заперечував, що коли-небудь мав секс зі своєю наложницею, вона мусила захистити його в суді. Третій випадок був, коли власник не зробив чіткої заяви в жодному разі. Юристи Малікі надають наложниці статус ум-валад у цьому третьому випадку.  Більшість юристів не дозволяли чоловікові заперечувати батьківство дитини наложниці, хоча ханафіти з цим не погоджувалися.

### Відокремленість і дрес-код

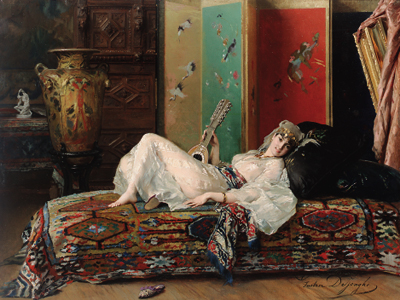
Лежача одаліска, написана Гюставом Леонаром де Йонге, бл. 1870 рік

Існували різні думки щодо замкнутості та публічного дрес-коду наложниць.
Абу Ханіфа та аш-Шайбані стверджували, що цнотливість наложниці повинна бути захищена, і вона повинна бути встановлена вдома. Аль-Маварді сказав, що хоча законодавчих вимог щодо ізоляції наложниці не існує, це має бути зроблено відповідно до традиційної практики.
Вчені відрізнялися від того, що таке аура наложниці, через її статус рабині. Повідомляється, що Умар забороняв рабиням нагадувати вільних жінок, покриваючи волосся. Деякі вчені заперечують автентичність цього звіту. Пізніше ісламські юристи говорили, що рабам бажано прикривати своє тіло фітну (спокусу). За словами Ібн Абідіна, більшість ханафітських учених не дозволяли рабині оголювати груди чи спину. Однак, за словами Пернілли Мірн, ханафіти дозволяли іншим чоловікам бачити і торкатися рук, грудей і ніг рабині. Ібн Кайїм стверджував, що дрес-код наложниці відрізняється від дрес-коду інших рабинь.

### Шлюб
Коран вважає за краще, щоб чоловік одружувався на своїй наложниці, а не вступав з нею в сексуальні стосунки як з рабинею. Заохочується шлюб між вільними чоловіками та наложницями.
Якщо чоловік хоче одружитися зі своєю наложницею, він повинен звільнити її до шлюбу. Це був засіб емансипації наложниць. Наложниця також могла бути видана її господарем в шлюб з іншим чоловіком, і в цьому випадку її господар втрачав право мати з нею секс, хоча він зберігав право власності на неї. Це часто траплялося, коли господар хотів одружити свою рабиню з рабом. Господареві не потрібно було брати до уваги згоду наложниці, видаючи її в шлюб.
За словами Джаведа Ахмада Гаміді, коли наложниця вступає в шлюб, їй необхідно виплатити посаг, оскільки це може поступово зрівняти її статус із вільними жінками.

### Інше
Спадщину від чоловіка могли отримати як дружини, так і наложниці; однак, тоді як дружина отримувала гарантовану спадщину, спадщина наложниці залежала від спадщини чоловіка. Судові документи з Каїра XIX століття показують, що наложниці часто отримували більшу спадщину, ніж дружини.

## Сучасні види
Переважна більшість мусульман сьогодні не вважають конкубінат прийнятним у сучасному світі. За словами Сміта, «зрештою більшість віруючих визнали скасування рабства як релігійно законне, і ісламський консенсус проти рабства став домінуючим», хоча це продовжувало заперечуватися деякими буквалістами.
Ісламські мислителі застосовували різноманітні методи, щоб заперечити наложницьке життя та рабство. Один аргумент полягає в тому, що Магомет тимчасово дозволив рабство лише тому, що воно було головною соціально-економічною силою і не могло бути негайно скасовано. Подібний аргумент навели християнські аболіціоністи, коли їх запитали, чому Ісус не засудив рабство.
Інший аргумент полягає в тому, що скасування рабства міститься в Корані, але попередні покоління мусульман цього не бачили, оскільки вони були засліплені соціальними обставинами свого часу. Ще один аргумент полягає в тому, що рабство не заборонено, але конкретні обставини, які робили його допустимим у минулому, перестали існувати; наприклад, деякі стверджують, що мусульманські країни повинні дотримуватися договорів проти рабства, які вони підписали.

### Скасування
Скасування рабства в мусульманському світі було процесом, який в основному відбувався в ХІХ-ХХ століттях, хоча серед мусульман Африки були деякі ранні попередники аболіціоністів. У 1841 році правитель Тунісу, який сам був сином наложниці, скасував рабство, постановивши, що всі раби, які бажають свободи, повинні бути звільнені. Цю постанову підтримали Ханафітський і Малікійський муфтії.
У 1848 році шиїтські улеми в Ен-Наджафі дозволили іранському шаху оголосити рабство незаконним. На Індійському субконтиненті ранні погляди проти рабства походили від Саїда Ахмад-хана. Консервативне духовенство виступало проти багатьох ранніх рухів за скасування рабства. Наприклад, єгипетські священнослужителі Мухаммед Абдух і Рашид Ріда зустріли опозицію більшості сучасних їм юристів. Рух за скасування рабства, який розпочався наприкінці XVIII століття в Англії, а потім і в інших західних країнах, вплинув на рабство в мусульманських країнах як на доктрині, так і на практиці.
Вільям Кларенс-Сміт стверджував, що «ісламський аболіціонізм» був корінним і вкорінений в ісламській традиції. Ехуд Р. Толедано заперечує цю точку зору, стверджуючи, що в мусульманському світі не було аболіціоністського наративу місцевого населення і що скасування відбулося через тиск Європи. Бернард Фрімон стверджує, що тиск Європи та зусилля ісламського духовенства приборкали рабство.
В деяких ісламських державах життєдіяльне рабство, а отже, і існування наложниць, тривало довше. Протягом ХХ століття Ліга Націй заснувала низку комісій, Тимчасову комісію з рабства (1924—1926), Комітет експертів з рабства (1932) і Консультативний комітет експертів з рабства (1934—1939), які проводили міжнародні дослідження інституту рабства та створювали міжнародні договори для викорінення цього інституту в усьому світі. Зрештою рабство було оголошено незаконним на глобальному рівні в 1948 році згідно з Загальною декларацією прав людини Організації Об'єднаних Націй, а потім Спеціальним комітетом з рабства (1950—1951). На той час арабський світ був єдиним регіоном у світі, де рабство рухомої нерухомості все ще було законним. Рабство в Саудівській Аравії, рабство в Ємені та рабство в Дубаї були скасовані в 1962—1963 роках, а рабство в Омані було скасовано в 1970 році.
У доповіді Консультативного комітету експертів з питань рабства про Хадрамаут у Ємені в 1930-х роках описано існування китайських дівчат (Муйцай), яких вивозили з Сінгапуру для поневолення як наложниць, а король і імам Ємену Ахмад бін Ях'я (правління 1948—1962) мав гарем із 100 рабинь. Султан Саїд бін Теймур з Оману (1932—1970 рр. правління) володів приблизно 500 рабами, приблизно 150 з яких були жінками, яких утримували в його палаці в Салалі. Відомо, що у короля Саудівської Аравії Абдель-Азіза (1932—1953 рр.) був гарем із двадцяти двох жінок, багато з яких були наложницями. Наприклад, Барака Аль Яманія (померла 22 серпня 2018 року) була наложницею короля Саудівської Аравії Абдуль-Азіза (1932—1953) і матір'ю Мукріна ібн Абдул-Азіза (1945 року народження), який був наслідним принцом Саудівської Аравії в 2015 році.

### Сучасний дискурс
Мусульмани та немусульмани обговорюють кілька тем класичного конкубінату, часто з точки зору апологетики та критики.
Джонатан Браун стверджує, що наложництво в шаріаті має бути скасоване на основі згоди. Оскільки шаріат забороняє шкоду у стосунках, а шкода визначається на основі звичаїв і культури, і оскільки сучасна культура розглядає стосунки без згоди як шкідливі, з цього випливає, що шаріат тепер забороняє всі стосунки без згоди, включно з наложництвом.
Як згадувалося раніше, вірш 33:50 використовувався мусульманами, щоб взяти в полон жінок як «воєнну здобич» в історії, і виникають питання, чи можна його використовувати сьогодні. Дехто стверджував, що цей вірш застосовувався лише за часів Магомета і з того часу не застосовувався. Проте ісламські вчені в історії застосовували цей вірш. Інший аргумент полягає в тому, що те, що є «воєнною здобиччю», є питанням звичаю, який може змінюватися з часом. Оскільки звичаї війни змінилися, сучасні ісламські вчені можуть застосовувати цей вірш інакше, ніж попередні вчені.
Деякі сучасні мусульмани стверджують, що конкубінат, дозволений ісламом, не мав нічого подібного до американського рабства. Дозвіл на сексуальні стосунки з рабинями, стверджують вони, був способом інтеграції їх та їхніх дітей у суспільство. Але Кечія Алі відповідає, що цей аргумент не стосується випадку жінок з племені Мусталік, з якими мусульмани практикували перерваний статевий акт, оскільки вагітність зіпсувала б шанс отримати викуп. Тоді деякі мусульмани відповідають, стверджуючи, що ця розповідь не може бути точною, оскільки вона суперечить вимогам ісламського законодавства чекати одну менструацію перед вступом у сексуальні стосунки з рабинями. Кесія Алі пише, що хадис Магомета справді забороняє секс перед менструацією, але застерігає, що ісламська юриспруденція не завжди співвідноситься з прикладом Магомета. Махмуд Абд аль-Вахаб Фаїд стверджує, що конкубінат обмежив секс моногамними стосунками між наложницею та її господарем, запобігаючи поширенню «аморальності» в мусульманській громаді. Але Ахмад Сікайнга відповідає, що насправді цими правилами часто нехтували.